# Partido Popular-Dan Diaconescu
El Partido Popular-Dan Diaconescu (en rumano: Partidul Poporului-Dan Diaconescu, PP-DD) fue un partido político de Rumania, fundado por iniciativa de Dan Diaconescu.   El partido se fusionó con la UNPR el 29 de junio de 2015. 

## Liderazgo
- Simona Man - Presidenta
- Diana Voiculescu - Vicepresidenta
- Liviu-Robert Neagu - Secretario general
- Dan Diaconescu - Presidente honorario
- Constantin Cojocaru - Presidente